# Штром, Иван Васильевич
Иван Васильевич Штром (30 января [11 февраля] 1823 — 30 декабря 1887  [11 января 1888], Санкт-Петербург) — российский архитектор, академик и профессор Императорской академии художеств, тайный советник (1880).
Работал в Санкт-Петербурге, Гатчине, Порхове, Киеве (первоначальный проект Владимирского собора, лютеранская кирха и др. здания), Житомире, Остроге, Тамбове, Самаре, Тульской губернии, Саратове (Радищевский музей) и других городах. Строил православные церкви в Афинах, Германии и в Париже.

## Биография
Родился 30 января (11 февраля) 1823 года (согласно личным документам в архиве Императорской Академии художеств и академическому справочнику; в некоторых других источниках встречаются иные даты — от 1822 до 1825 года). Старший брат скульптора Н. В. Штрома.
С 1838 года был вольноприходящим учеником Императорской Академии художеств. За время обучения получил малую и большую серебряные медали. В 1842 году окончил академию в звании свободного художника-архитектора и поступил на службу по Военному ведомству.
В 1844—1847 годах был младшим архитектором при работах по постройке Гатчинского Императорского дворца и сооружению в Гатчине соборного храма; в 1848—1851 годах работал в Греции при постройке Афинского соборного храма. В 1853 году получил звание академика архитектуры за проект Владимирского собора в Киеве. Ввиду недостатка средств проект в дальнейшем подвергся значительным изменениям и сокращениям (в частности, количество куполов уменьшилось с 13 до 7); строительные работы и оформление храма велись под руководством других архитекторов.
В 1858—1860 годах руководил сооружением Собора Александра Невского — русской посольской церкви в Париже. С 1862 года — почётный вольный общник Академии художеств, с 1863 года — член Попечительного совета общественного призрения, с 1864 года — архитектор по переустройству казённых зданий под тюрьмы. С 1867 года — профессор за постройку по его проекту и под его руководством здания Александровской больницы в Санкт-Петербурге. С 1860-х годов он был членом техническо-строительного комитета Министерства внутренних дел. С 1874 года и до конца жизни был инспектором Исаакиевского собора в Санкт-Петербурге. С 1878 года — член-корреспондент Парижского общества здоровья и гигиены, с 1879 года — член-корреспондент Архитектурного института Франции.
Умер 30 декабря 1887 года (11 января 1888); похоронен на Волковском православном кладбище, в семейном захоронении близ северной стены кладбищенской Спасской церкви.

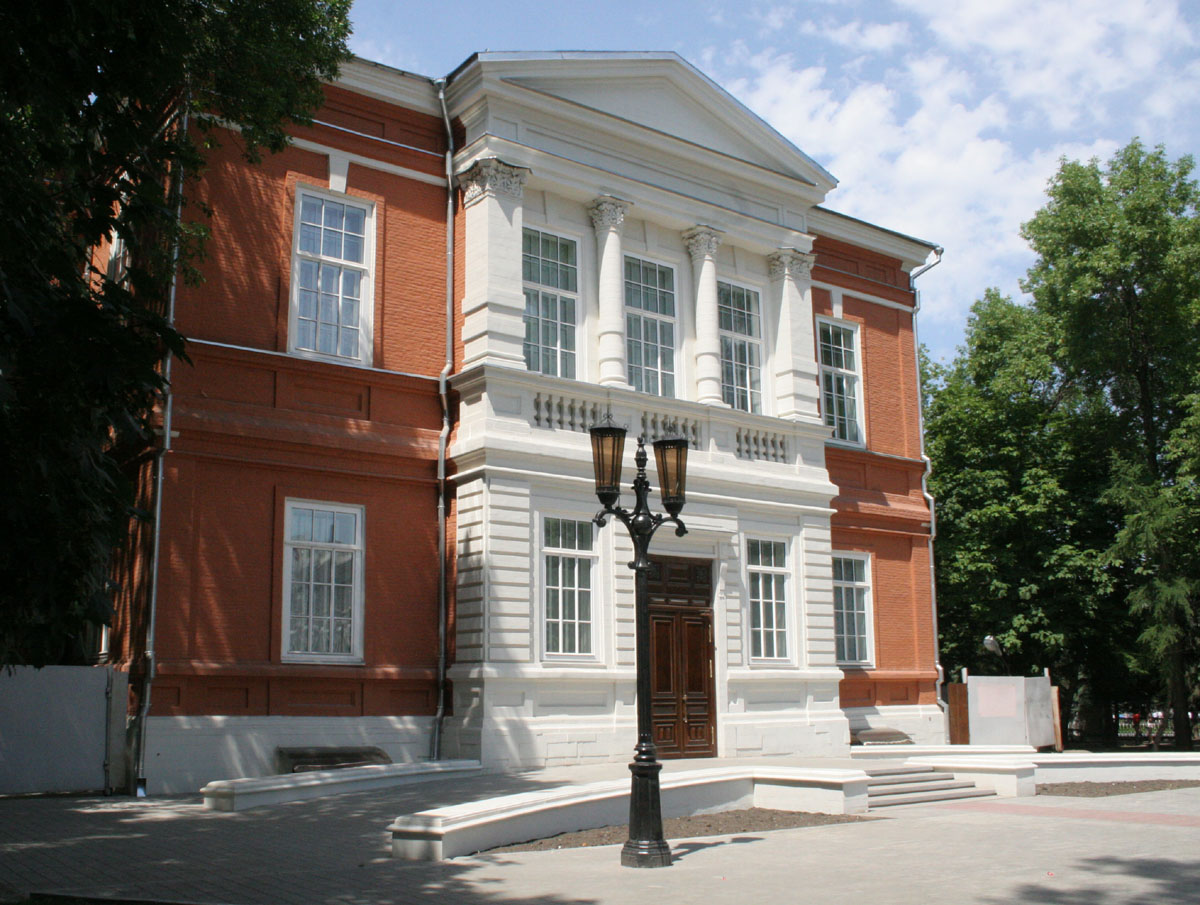
Радищевский музей в Саратове

## Проекты и постройки

### Санкт-Петербург
- Дом при Волковском кладбище. Расстанная улица, 23 (1854—1855; надстроен);
- Здания Александровской больницы для рабочего населения в память 19 февраля 1861 года. Набережная Фонтанки, 132 — Троицкий проспект, 1 (1864—1866);
- Корпус Обуховской больницы в память принца Ольденбургского. Введенский канал, 1, левая часть (1864—1866);
- Доходный дом (включён существовавший дом). Фонарный переулок, 14 (1867—1868);
- Церковь преподобного Алексия, человека Божия, при Анастасиевской богадельне. Партизанская улица, 13 (1867—1868; не сохранилась);
- Павильоны дома призрения душевнобольных императора Александра III[6] и церковь Пантелеймона Целителя. Фермское шоссе, 36 (1870—1872, 1874; сохранились частично);
- Отделка интерьеров особняка В. Ф. Гагариной (совместно с М. Е. Месмахером). Большая Морская улица, 45 (1873—1874);
- Доходный дом М. П. Кудрявцевой. Улица Ломоносова, 16 (1874—1876)[7];
- Особняк Н. Ф. Ливен (внутренняя перестройка). Большая Морская улица, 43 (1875—1877);
- Мариинский родовспомогательный дом (завершён А. А. Бруни). Малый проспект ПС, 13 (1887—1889; надстроен и расширен).

### Киев
- Здание Владимирского Киевского кадетского корпуса (1852—1857);
- Здание Присутственных мест (1854—1857, совместно с М. С. Иконниковым, К. А. Скаржинским);
- Старое помещение Городского театра (1856, сгорело в 1896 году);
- Лютеранская кирха Св. Екатерины на Лютеранской улице (1855—1857, совместно с П. И. Шлейфером).

### Другие места
- Театр в Житомире (1858, теперь Житомирская филармония);
- Здание Саратовского художественного музея им. А. Н. Радищева.
- Часовня (совместно с М. Е. Месмахером) в Хелме (1884, не сохранилась)[8].
- Самарская губернская земская больница (1872—1875)[9]

## Награды[10]
- Высочайшее благоволение (1872)
- Орден Святого Станислава 1-й степени (1875)
- Орден Святой Анны 1-й степени (1878)
- Орден Святого Владимира 2-й степени (1883)[11]
- Золотая табакерка с императорским вензелем
- Высочайшее благоволение (1885)
- Медаль «В память войны 1853—1856»